# Peter Kemp (natation)
Pour les articles homonymes, voir Peter Kemp et Kemp.
Peter Anderson Kemp, né le 8 avril 1877 à Galashiels et mort le 9 juin 1965 à Northampton, est un nageur britannique de compétition et un joueur de water-polo de la fin du XIXe siècle et du début du XXe siècle.

## Biographie
Peter Anderson Kemp naît le 8 avril 1877 à Galashiels.
Il participe au water-polo et à la natation aux Jeux olympiques d'été de 1900 à Paris, et remporte une médaille de bronze dans l'épreuve du 200 mètres et une médaille d'or au water-polo en tant que membre de l'équipe britannique.
Il meurt le 9 juin 1965 à Northampton.